# Вікторія Лебович
Вікторія Лебович (угор. Lebovics Viktória; народилася 9 серпня 1958) — угорська мовознавиця, перекладачка та викладачка. Завідувачка кафедри української філології Будапештського університету імені Лоранда Етвеша.

## Біографія
Народилася 9 серпня 1958 року.
Освіту здобула 1977 року в Ужгородському державному університеті за фахом англійської мови та літератури, а у 1982 році закінчила Будапештський університет за фахом російської, англійської та української філології.
У 1984 році починає роботу в Будапештському університеті на кафедрі російської філології, де були окремі дисципліни з української мови. У 1995 році ця кафедра отримала назву кафедри східнослов'янської та балтійської філології, на якій викладась і українська філологія. Після створення у 2002 році кафедри української філології Вікторія Лебович викладає на ній.
У 2001 році захистила докторську дисертацію «Образ „москаля“ в українській літературі першої половини XIX ст. (у творчості І. Котляревського, Г. Квітки-Основ'яненка і Гулака-Артемовського)» та стала доктором філософії PhD з філологічних наук.
Тривалий час була старшою викладачкою кафедри української філології гуманітарного факультету.
У 2019 році Вікторія Лебович стала завідувачкою кафедри української філології Будапештського університету імені Лоранда Етвеша
Підготувала докторку філософії — Sajtos Natália.
Вікторія Лебович є Головою угорської асоціації україністів, членкинею Новітнього філологічного товариства, віцепрезиденткою Фахового об'єднання конференції перекладачів.
Вікторія Левович спільно з Іриною Осиповою є авторкою першого підручника для вивчення української мови в Угорщині «Доброго дня, Україно!», який пізніше видавався невеликим накладом в Україні.
Також вона є співавторкою низки статей в «Енциклопедії світової літератури» (Világirodalmi Lexikon)

## Науковий доробок
- Лебович В., Осипова І. Доброго дня, Україно: підр. — Будапешт: Bölcsész Konzorcium, 2006. — 355 с. — ISBN 963-9704-41-5
- Лебович В. Роль и место перевода в обучении язику // Slavica quinqueecclesiensia II. — l996. — Р. 365—373
- Лебович В. Образ москаля в пьесе Г. Квитки-Основьяненко «Сватання на Гончарівці»" // Studia Slavica Hungarica. — 2000. — 45. — Р. 175—190

## Нагороди
- Відзнака Президента України — ювілейна медаль «25 років незалежності України» (22 серпня 2016) — за вагомий особистий внесок у зміцнення міжнародного авторитету Української держави, популяризацію її історичної спадщини і сучасних надбань та з нагоди 25-ї річниці незалежності України[6]